# Андрєєва Мірра Олександрівна
Мірра Олександрівна Андрєєва (рос. Ми́рра Алекса́ндровна Андре́ева нар. 29 квітня 2007) — російська професійна тенісистка, заслужений майстер спорту Росії. 24 лютого 2025 року зайняла 9 місце в світовому рейтингу WTA в одиночному розряді та 17 лютого 2025 року — 28 місце у парному розряді. Півфіналістка одного турніру Великого шлему в одиночному розряді (Відкритий чемпіонат Франції-2024) і одного в парному розряді (Відкритий чемпіонат Австралії-2025); переможниця трьох турнірів WTA (з них два в одиночному розряді); срібна призерка Олімпійських ігор 2024 року в Парижі в парному розряді.

## Біографія
Народилась 29 квітня 2007 року в місті Красноярськ.
Грає в теніс з 6 років. В жовтні 2022 року дебютувала на турнірі WTA і отримала уайлд-кард.
В квітні 2023 року увійшла в топ 200 WTA. В травні 2023 року стала першою ракеткою світу серед юніорів.
Разом з старшою сестрою Ерікою переїхала з Красноярська в Москву, щоб професійно займатись тенісом. З 2022 року сестри живуть і тренуються в Каннах, Франція.

## Рейтинг вWTA
| Рік  | Місце за підсумками року | Місце за підсумками року |
| Рік  | Одиночний рейтинг        | Парний рейтинг           |
| ---- | ------------------------ | ------------------------ |
| 2022 | 405                      | -                        |
| 2023 | 46                       | 414                      |
| 2024 | 16                       | 69                       |

## Особисте життя
Мати — Раїса, батько — Олександр. Старша сестра Еріка — теж професійна тенісистка.

## Фінали турнірів WTA

### Одиночний розряд: 4 (3 титули, 1 поразка)
| Легенда                      |
| ---------------------------- |
| Турніри Великого шлему (0–0) |
| Турніри WTA 1000 (2–0)       |
| Турніри WTA 500 (0–1)        |
| Турніри WTA 250 (1–0)        |

| Фінали за покриттям |
| ------------------- |
| Тверде (2–1)        |
| Ґрунт (1–0)         |
| Трава (0–0)         |

| Фінали за умовами |
| ----------------- |
| Outdoor (3–1)     |
| Indoor (0–0)      |

| Результат | В-П | Дата     | Турнір                                | Tier     | Покриття | Опонент         | Рахунок            |
| --------- | --- | -------- | ------------------------------------- | -------- | -------- | --------------- | ------------------ |
| Перемога  | 1–0 | Лип 2024 | Iași Open, Румунія                    | WTA 250  | Ґрунт    | Еліна Аванесян  | 5–7, 7–5, 4–0 ret. |
| Поразка   | 1–1 | Жов 2024 | Ningbo International Tennis Open, КНР | WTA 500  | Тверде   | Дарія Касаткіна | 0–6, 6–4, 4–6      |
| Перемога  | 2–1 | Лют 2025 | Dubai Tennis Championships, UAE       | WTA 1000 | Тверде   | Клара Таусон    | 7–6(7–1), 6–1      |
| Перемога  | 3–1 | Бер 2025 | Indian Wells Open, США                | WTA 1000 | Тверде   | Аріна Соболенко | 2–6, 6–4, 6–3      |

### Парний розряд: 3 (2 титули, 1 поразка)
| Легенда                           |
| --------------------------------- |
| Grand Slam (0–0)                  |
| Теніс на Олімпійських іграх (0–1) |
| WTA 1000 (1–0)                    |
| WTA 500 (1–0)                     |
| WTA 250 (0–0)                     |

| Фінали за покриттям |
| ------------------- |
| Тверде (2–0)        |
| Ґрунт (0–1)         |
| Трава (0–0)         |

| Фінали за умовами |
| ----------------- |
| Outdoor (2–1)     |
| Indoor (0–0)      |

| Результат | В-П | Дата     | Турнір                                  | Tier     | Покриття | Партнер                  | Опоненти                      | Рахунок               |
| --------- | --- | -------- | --------------------------------------- | -------- | -------- | ------------------------ | ----------------------------- | --------------------- |
| Поразка   | 0–1 | Сер 2024 | Літні Олімпійські ігри 2024, Франція    | Olympics | Ґрунт    | Діана Шнайдер            | Сара Еррані Жасмін Паоліні    | 6–2, 1–6, [7–10]      |
| Перемога  | 1–1 | Січ 2025 | Brisbane International, Австралія       | WTA 500  | Тверде   | Шнайдер Діана Максимівна | Прісцілла Хон Ганна Калінська | 7–6(8–6), 7–5         |
| Перемога  | 2–1 | Бер 2025 | Відкритий чемпіонат Маямі з тенісу, США | WTA 1000 | Тверде   | Шнайдер Діана Максимівна | Крістіна Букша Като Мію       | 6–3, 6–7(5–7), [10–2] |